# Pogrom de Tripoli de 1945
Pour les articles homonymes, voir Pogrom de Tripoli.
Le pogrom de Tripoli de 1945 est le plus violent massacre de Juifs en Afrique du Nord des temps modernes. Du 5 au 7 novembre 1945, plus de 140 Juifs sont  tués et plusieurs autres blessés dans des émeutes à Tripoli et dans les localités environnantes. Les émeutes de Tripoli constituent un  tournant dans l'histoire des Juifs en Libye et vont conduire cette communauté à émigrer en masse vers Israël entre 1949 et 1952.

## Contexte
La Libye est une colonie italienne de 1911 à 1943, à partir de 1938, les Juifs sont soumis à une discrimination à caractère antisémite de la part des autorités italiennes fascistes, conformément aux lois raciales (Leggi razziali) promulguées par le gouvernement de Mussolini. Durant la Seconde Guerre mondiale, certains Juifs sont internés, d'autres soumis à des travaux forcés. les musulmans ne tirent pas avantage de la situation difficile dans laquelle se retrouvent les Juifs. Les relations intercommunautaires pendant la guerre sont décrites comme cordiales par les témoins de l'époque. Il est en effet possible qu'il y ait eu, chez certains Arabes, une crainte que les mesures raciales ne leur soient appliquées.
Entre 1943 et 1951, la Tripolitaine et la Cyrénaïque sont gouvernées par la British military administration (BMA). La population, tant juive qu'arabe, vit la mise en place de la nouvelle administration comme une libération. Pour les Arabes, l'après-guerre signale la fin du colonialisme italien. Pour les Juifs, l'arrivée de la VIIIe armée britannique, qui compte en son sein des soldats de la brigade juive palestinienne, met fin à une période de discrimination antisémite et permet un renouveau communautaire. On assiste aussi à une embellie des relations entre Juifs et Arabes, particulièrement dans les campagnes et chez les élites.
Cependant, l'embellie est de courte durée. Les Britanniques, contrairement aux Italiens, ne se préoccupent pas d'investir en Libye. Ainsi, dès 1944, une crise économique éclate. Les relations entre Juifs et Arabes pâtissent de la conjoncture économique et des incertitudes quant au futur politique de la Tripolitaine et de la Cyrénaïque. La montée du nationalisme libyen chez les musulmans, et du sionisme chez les Juifs augmente les antagonismes entre ces communautés.

## Déroulement du pogrom
Les troubles commencent le 4 novembre à Tripoli, sans qu'un élément déclencheur soit clairement identifié. Les violences touchent surtout les Juifs vivant hors du vieux quartier juif où la population parvient à se barricader. Le lendemain, une population rurale converge vers la capitale pour prendre part aux exactions qui sont surtout le fait des classes sociales les plus basses, les riches adoptant une attitude attentiste. Les émeutiers s'en prennent aux Juifs au cri de « Jihad fil Koufar » (« guerre sainte contre les mécréants »), encouragés par les youyous des femmes. Les autorités britanniques tardent à réagir, le 5 novembre, un couvre-feu est instauré, mais les forces de l'ordre présentes dans les rues n'agissent pas face aux émeutiers. Ce n'est que le soir du 6 novembre que des mesures effectives pour stopper les violences sont prises. On dénombre 38 victimes juives et un mort chez les musulmans. Les troubles s'étendent aussi à d'autres villes, on compte 40 morts à Amrus, 34 à Zanzur,  7 à Tajura, 13 à Zaouïa et 3 à Msallata. Au total, neuf synagogues sont brûlées, 35 rouleaux de la Torah détruits. Certains musulmans, guidés par leurs principes religieux sauvent la vie de leurs voisins juifs en les cachant. Dans le village de Tighrinna, au sein du djebel Nefoussa, les affrontements sont évités grâce à l'intervention de notables musulmans qui demandent aux notables juifs d'ouvrir leurs portes et de servir sans discontinuer pendant 24 heures mets et boissons, en cette occasion, visiteurs musulmans et juifs réaffirment leur héritage commun.

## Analyse des émeutes
Les explications sur l'origine des émeutes divergent. La communauté juive clame à l'époque qu'il s'agit d'une manœuvre ourdie par les Britanniques afin de montrer l'incapacité des Arabes à s'administrer ou alternativement, afin d'envoyer une mise en garde aux activistes juifs de Palestine. L'historien Renzo De Felice écarte ces hypothèses mais pointe la lenteur de l'intervention britannique, ce qui pourrait s'expliquer par une politique visant à courtiser l'opinion arabe. Il fait lui-même l'hypothèse que les émeutes, dont il démontre qu'elles ont été déclenchées simultanément en plusieurs lieux sont le fait du Hizb al-Watani, un parti nationaliste libyen. Cependant, les éléments matériels ne permettent pas d’établir avec certitude son rôle. Les rapports officiels britanniques pointent quant à eux un faisceau de facteurs déclenchants de nature économique et politique. Selon l'interprétation du sociologue Harvey E. Goldberg, ces émeutes antijuives doivent être comprises comme une défiance de la population musulmane à l'encontre de l'administration britannique, le pouvoir étant censé selon la tradition musulmane être le garant de la sécurité des Juifs.

## Conséquences
Après les émeutes de 1945, les autorités sionistes de Palestine dépêchent sur place clandestinement des émissaires chargés d'aider à l'organisation de l'autodéfense (Haganah) de la communauté juive. Des plans visant à contrer une nouvelle attaque arabe sont établis, des armes sont achetées où confectionnées artisanalement. Cela permet aux Juifs libyens d'offrir une défense efficace lorsqu'à lieu un second pogrom en 1948. Les évènements de 1945 constituent un tournant pour les Juifs libyens qui à partir de 1948 émigrent en masse vers Israël.